# Список керівників держав 1731 року
Список керівників держав 1731 року — це перелік правителів країн світу 1731 року.
Список керівників держав 1730 року — 1731 рік — Список керівників держав 1732 року — Список керівників держав за роками

## Європа
- Король Великої Британії Георг II (1727—1760)
- Балканський півострів
  - Князь-єпископство Чорногорія — Данило Петрович-Негош (1697—1735)
  - Королівство Сербія — губернатор Карл Александр Вюртемберзький (1720—1733)
- Балтія
  - Герцогство Курляндії і Семигалії — Фердинанд Кеттлер (1730—1737)
- Італія
  - Венеційська республіка — дож Альвізе III Себастьяно Моченіго (1722—1732)
  - Гуастальське графство — Джузеппе Марія Гонзага (1729—1746)
  - Герцогство Масси і Каррари — Альдерамо Чібо-Маласпіна (1715—1731); Марія Тереза Чібо-Маласпіна (1731—1790)
  - Герцогство Модени і Реджо — Рінальдо д'Есте (1694—1737)
  - Герцогство Парми та П'яченци — Антоніо Фарнезе (1727—1731); регентка Енрікетта-Марія д'Есте (1731—1777)
  - Неаполітанське королівство — Карл VI (1713—1734)
  - Сардинське королівство — Карл Еммануїл III (1730—1773)
  - Сицилійське королівство — Карл VI Габсбург (1720—1734)
  - Сорське герцогство — Антоніо I Бонкомпаньї (1707—1731); Гаетано I Бонкомпаньї Людовізі (1731—1777)
  - Велике герцогство Тосканське — Джан Гастоне Медічі (1723—1737)
  - Трентське князівство-єпископство — Доменіко Антоніо Тун (1730—1758)
- Кавказ
  - Абхазьке князівство — Манучар I Шервашидзе (1730—1757)
  - Арагві (еріставство) (არაგვის საერისთავო) — Реваз II (1730—1735)
  - Газікумухське ханство — Сурхай-хан I (1700—1741)
  - Кабарда — Ісламбек Місостов (1720—1721; 1721—1732)
  - Картлі — Ієссе (1724—1737)
  - Гурійське князівство — Мамія IV Гурієлі (1726—1744)
  - Кахетинське царство — Костянтин II (1722—1732)
  - Мегрельське князівство — Отія Дадіані (1728—1757)
  - Ширванське ханство — Сурхай-хан I (1728—1734)
- Німеччина
  - Австрійське ерцгерцогство — Карл VI Габсбург (1711—1740)
  - Ангальтське князівство — Ангальт-Цербст — Йоганн Август (1718—1742); Ангальт-Дессау — Леопольд I (1693—1747); Ангальт-Кетен — Август Людвіг (1728—1755); Ангальт-Бернбург — Віктор II Фрідріх Ангальт-Бернбурзький (1721—1765); Ангальт-Дорнбург — Христіан Август (1704—1742)
  - Ансбаське князівство — Карл Вільгельм Фрідріх (1723—1757)
  - Баварське герцогство — Карл VII (1726—1745)
  - Баден-Баденське маркграфство — Людвиг Георг (1707—1761)
  - Байройтське князівство — Георг Фрідріх Карл (1726—1735)
  - Берзьке герцогство — Карл III Філіпп (1716—1742)
  - Берхтесгаденське пробство — Юліус Гейнріх фон Рехлінґен-Радау (1723—1732)
  - Бранденбурзьке маркграфство — курфюрст Фрідріх-Вільгельм I (1713—1740)
  - Брауншвейг-Вольфенбюттельське князівство — Август-Вільгельм Брауншвейг-Вольфенбюттельський (1714—1731); Людвіг Рудольф Брауншвейг-Вольфенбюттельський (1731—1735)
  - Бріксенське князівство-єпископство — Каспар Ігнац фон Кюнігль (1703—1747)
  - Вюртемберзьке герцогство — Ебергард Людвіг (1677—1733)
  - Вюрцбурзьке князівство-єпископство — Фрідріх Карл фон Шенборн-Бухгайм (1729—1746)
  - Ганноверське курфюрство — Георг II (1727—1760)
  - Гессен-Гомбурзьке ландграфство — Фрідріх III (1708—1746)
  - Гессен-Дармштадтське ландграфство — Ернст Людвіг (1678—1739)
  - Гессен-Кассельське ландграфство — Фредерік I (1730—1751)
  - Гільдесгаймське князівство-єпископство — Клеменс Август I (1724—1761)
  - Гогенцоллерн-Гехінген — Фрідріх Людвіг Гогенцоллерн-Гехінген (1730—1750)
  - Гогенцоллерн-Зігмарінгенське князівство — Йосиф Гогенцоллерн-Зігмарінген (1715—1769)
  - Гогенцоллерн-Хайгерлоське князівство — Фердинанд Антон Леопольд Гогенцоллерн-Хайгерлох (1702—1750)
  - Зальцбурзька архідієцезія — Леопольд Антон Елейтеріус фон Фірміан (1727—1744)
  - Кельнське курфюрство — Клеменс Август I (1723—1761)
  - Клебурзьке пфальцграфство — Густав Цвайбрюккенський (1701—1731). Клебург перейшов до Цвайбрюккен-Біркенфельдів.
  - Констанцьке князівство-єпископство — Йоганн Франц Шенк фон Штауффенберг (1704—1740)
  - Пфальцьке курфюрство (Курпфальц) — Карл III Філіпп (1716—1742)
  - Ліппе-Детмольд — Симон Генріх Адольф (1718—1734)
  - Ліхтенштейн — Йосиф Йоганн Адам Ліхтенштейн (1721—1732)
  - Любекське князівство-єпископство — Адольф Фредерік (1727—1750)
  - Магдебурзьке герцогство — Густав фон Мардефельд (1720—1739)
  - Майнцьке курфюрство — Франц Людвіг фон Пфальц-Ноебург (1729—1732)
  - Марк (графство) — Фрідріх-Вільгельм I (1713—1740)
  - Мекленбург-Шверінське герцогство — Карл Леопольд Мекленбург-Шверинський (1713—1747)
  - Велике герцогство Мекленбург-Штреліцьке — Адольф Фрідріх III Мекленбург-Штреліцький (1708—1752)
  - Нассау-Зіген — Фрідріх Вільгельм II Нассау-Зігенський (1722—1734)
  - Нассау-Саарбрюккен — Карл (1728—1735)
  - Ольденбурзьке графство — Кристіан VI (1730—1746)
  - Королівство Пруссія — Фрідріх-Вільгельм I (1713—1740)
  - Пфальц-Зульцбах — Теодор Есташ Зульцбаський (1708—1732)
  - Пфальц-Цвайбрюккен — Густав Цвайбрюккенський (1718—1731); Крістіан III Цвайбрюккенський (1731—1735)
  - Рейс-Еберсдорф — Генріх XXIX (1711—1747)
  - Рітберзьке графство — Марія Ернестина Франциска (1699—1746)
  - Саксен-Гота-Альтенбурзьке герцогство — Фрідріх II (1691—1732)
  - Саксен-Веймар — Ернст Август I Саксен-Веймарський (1728—1748)
  - Саксен-Кобург-Заальфельд — Крістіан Ернст Саксен-Кобург-Заальфельдський (1729—1745)
  - Саксен-Майнінгенське герцогство — Карл Фрідріх (1729—1743)
  - Шаумбург-Ліппське князівство — Альбрехт Вольфганг (1728—1748)
  - Шварцбург-Рудольштадтське князівство — Фрідріх Антон I (1718—1744)
- Піренейський півострів
  - Іспанське королівство — Філіп V (1724—1746)
  - Португальське королівство — король Жуан V (1706—1750)
- Польща — Август II Фрідріх (1709—1733)
  - Берутувське князівство — Карл Вюртемберг-Бернштадтський (1697—1745)
  - Олесницьке князівство — Карл Фрідріх II Вюртемберг-Ельс (1704—1744)
  - Тешинське герцогство — Франц I (1729—1765)
- Російська імперія — Анна Іванівна (1730—1740)
- Румунія; Молдова
  - Волоське князівство — господар Міхай Раковіце (1730—1731); Константин Маврокордат (1731—1733)
  - Молдавське князівство — Григоре II Гіка (1726—1733)
- Скандинавія
  - король Данії — Кристіан VI (1730—1746)
  - Король Норвегії — Кристіан VI (1730—1746)
  - Швеція — Фредерік I (1720—1751)
    - Генерал-губернатор Фінляндії — перерва до 1742
- Угорське князівство — король Карл VI Габсбург (1711—1740)
- Україна —
  - Кримське ханство — Каплан I Ґерай (1730—1736)
  - Гетьман України —
    - Правобережна Україна; османський протекторат — Гордієнко Кость (1714—1733); шведський протекторат — Пилип Орлик (1709—1742)
    - Лівобережна Україна — Данило Апостол (1727—1734)
- Французьке королівство — Людовик XV (1715—1774)
  - Люксембурзьке герцогство — Карл VI Габсбург (1713—1740)
  - Льєзьке єпископство — Георг Людвіг ван Бергес (1723—1744)
  - Монбельярське графство — Ебергард Людвіг (1723—1733)
  - Монако — князь Антуан І (1701—1731); Луїза-Іполіта (1731); Жак I (1731—1733)
  - Оранське князівство — Вільгельм IV Оранський (1711—1751)
  - Савойське герцогство — Віктор-Амадей II (1675—1732)
- Богемське королівство (Чехія) — Карл VI Габсбург (1711—1740)
- Шотландія
- Святий Престол; Папська держава — Папа Римський — Климент XII (1730—1740)
- Вселенський патріарх — Паїсій II Константинопольський (1726—1732)

## Азія
- Близький Схід
  - Бейхан (емірат) — Халіб (?-?)
  - Заїдська держава Ємену — Аль-Мансур аль-Хусейн II (1727—1748)
  - Мамлюцький Ірак — Ахмад-паша (1723—1734)
  - Османська імперія — Ахмед III (1703—1730); Махмуд I (1730—1754)
    - Сідон (еялет) — Ахмед Паша Абу Тавк (1730—1734)

  - Шаріфат Мекки — Абдулла III ібн Саїд (1724—1731); Мухаммед ібн Абдулла (1731—1732)
  - Лахедзький султанат — Фадл I аль-Абдалі (1728—1742)
  - Халідський емірат — Алі бін Мухаммед (1722—1736)
    - Бабан (князівство) — Кхана Мухамед-паша (1721—1732)

  - Вахіді — Гасан бін Гаді аль-Вахіді (1706—1766)
  - Нижня Яфа — Сайф ібн Кахтана аль-Афіфі (1720—1740)
- Персія; Середня Азія
  - Сефевідський Іран — Тахмасп II (1722—1732)
    - Карабаське беклярбекство — Махмудкулі-хан (1722—1738)
    - Кубинське ханство — приєднано до Шемахи (1720—1734)
- Індія; Пакистан і Шрі-Ланка
  - Аркот (держава) — наваб Мухаммад Саадатула-хан I (1710—1732)
  - Ахом — Сутанфаа (1714—1744)
  - Барода (князівство) — Піладжі Рао Гайквад (1721—1732)
  - Бахавалпур (князівство) — Садик Мухаммад Хан I (1723—1746)
  - Бгаратпур (держава) — Бадан Сінгх (1722—1755)
  - Бхопал (князівство) — Султан Мухаммед (1728—1742)
  - Гайдарабад (держава) — Асаф Джах I (1724—1748)
  - Гархвал (держава) — Прадіп-шах (1709—1772)
  - Гваліор (князівство) — Раноджі Рао (1731—1745)
  - Горкха (королівство) — Нара Бхупал Шах (1716—1743)
  - Джайпур (князівство) — Джай Сінґх II (1699—1743)
  - Джайсалмер (князівство) — Акхі Сінгх (1722—1762)
  - Джодхпур (князівство) — Абхай Сінґх (1724—1749)
  - Джунагадх (князівство) — Мохаммад Бахадур Ханджі (1730—1758)
  - Дхар (князівство) — Удаджи Радж I Павар (1728—1732)
  - Імперія Великих Моголів — Мухаммад Шах (1719—1748)
  - Бенгалія (набобство) — Шуджа-уд-дін Мухаммад-хан (1727—1739)
  - Калат (ханство) — Мір Мухаббат (1730—1749)
  - Камбей (князівство) — Мірза Джаффар Мумін Хан I (1730—1742)
  - Канді (королівство) — Віра Нарендра Сінха (1707—1739)
  - Колхапур (князівство) — Самбхаджі II (1714—1760)
  - Майсур (князівство) — Додда Крішнараджа І (1714—1732)
  - Імперія Маратха — Шахуджі (1707—1739); пешва Баджі Рао I (1720—1740)
  - Мевар (князівство) — Санграм Сінґх II (1710—1734)
  - Мустанг (королівство) — Таші Намг'ял (? — ?)
  - Панна (князівство) — Чхатрасал (1675—1731); Хардесах Сінгх (1731—1739)
  - Рохілкханд (князівство) — Алі Мохаммед Хан (1721—1748)
  - джатедар (очільник) сикхської конфедерації Баба Дарбара Сінґх (1716—1734)
  - Сіккім (князівство) — Ґ'юрмед Намґ'ял (1717—1734)
  - Траванкор — Мартанда Варма (1729—1758)
  - Тханджавур (князівство) — Туккоджі (1728—1736)
  - Харан (ханство) — Пурділ (1711—1747)
  - Губернатор Португальської Індії — Жоао де Салданья да Гама (1725—1732)
- Індонезія; Південно-Східна Азія
  - Ачеський султанат — КАлауддін Ахмад Сіах (1727—1735)
  - Аюттхая (королівство) — Тхайса (1709—1733)
  - Банджармасінський султанат — Хамідуллах (1730—1734)
  - Бантенський султанат — Абу аль-Махасін Мухаммад Зайнул Абідін (1690—1733)
  - Булунганський султанат — Віра Амір (1731—1776)
  - Брунейська імперія — Алауддін Мухаммад (1730—1737)
  - Султанат Гова — Сіраджуддін (1711—1735)
  - Джамбійський султанат — Астра Інгалага (1727—1742)
  - Джохорський султанат — Сулейман Бадрул Алам-шах (1722—1760)
  - Матарам (султанат) — Пакубувоно II (1726—1742)
  - Ланна (держава) — Онг Кхам (1727—1769)
  - В'єнтьян (королівство) — Онг Лонг (1730—1767)
  - Луанґпхабанґ (королівство) — Інтасом (1723—1749)
  - Тямпасак (королівство) — Нокасад (1713—1737)
  - Пагаруюнг — Султан Абдул Джаліл (між 1730 і 1780)
  - Перак (султанат) — Мудзаффар Шах III (1728—1752)
  - Магінданао (султанат) — Мухаммад Джафар Садік (1710—1736)
  - М'яу-У — Сандавізая I (1710—1731); Сандатурія III (1731—1734)
  - Кедах (султанат) — Мухаммед Джива Зейнал Аділін II (1710—1778)
  - Нгуєн (тюа) — Нгуєн Фук Чу (1725—1738)
  - Самбаський султанат — Умар Акам уд-дін I (1708—1732)
  - Сіак (султанат) — Абдул Джаліл Рахмад Шах I (1725—1746)
  - Султанат Сулу — Бадаруддін I (1704—1734)
  - Таунгу — Танінґанвай (1714—1733)
  - Тернатський султанат — султан Амір Іскандар Зулкарнайн Сайфуддін (1714—1751)
  - Тідорський султанат — Малікульманан (1728—1757)
- Кхмерська імперія — Сатта II (1722—1736)
- Накхонситхаммарат (держава) — ? до 1742
- Китай; Монголія
  - Тибет — Далай-лама VII (1715—1757); старший капон Полане Сонам Топге (1727—1747)
  - Династія Цін — Іньчжень (1722—1735)
    - Кумульське ханство — Емін (1711—1740)
- Окінава; Королівство Рюкю — Сьо Кеі (1712—1752)
- Корея
  - Чосон — Йонджо (1724—1776)
- Середня Азія і Сибір
  - Бухарське ханство — Абу'л-Фаїз-хан (1711—1747)
  - Хотакі. Гільзейське князівство — Шах-Хусейн (1725—1738)
  - Дарвазьке шахство — ? до 1734
  - Джунгарське ханство — Галдан-Церен (1727—1745)
  - Казахське ханство — Абілмамбет-хан (1729—1737)
  - Молодший жуз — Абулхайр-хан (1718—1748)
  - Середній жуз — Самеке-хан (1718/1719-1734)
  - Старший жуз — Жолбарис-хан (1730—1740)
  - Калмицьке ханство — Церен-Дондук (1724—1735)
  - Кокандське ханство — Абдурахим-бій (1722—1733)
  - Хівинське ханство — Ільбарс-хан III (1728—1740)
  - Яркендське ханство — Даніял Ходжа (1720—1754)
- Японія — Імператор Накамікадо (1709—1735)

## Африка
- Агадес (султанат) — Мухаммад Агг-Аїша (1722—1735)
- Аджаче — Де Якпон (1729—1739)
- Алжирський еялет — Абді-паша (1724—1732)
- Імперія Ашанті — Опоку Варе І (1717—1750)
- Багірмі (королівство) — Ванджа (1722—1736)
- Бамбара (держава) — Бітон Кулібалі (1712—1755)
- Бамум (держава) — мфон Куту (1682—1757)
- Баол (держава) — Ма-Коду Кумба (1719—1749)
- Борну — Хадж-Хамдан (1722—1736)
- Буганда — Ндавула (1724—1734)
- Королівство Бурунді — Мвезі III (1709—1739)
- Ваало — Єрім Мбан'їк Арам Бакар (1716—1732)
- Варсангалійський султанат — гараад Мохамед V (1705—1750)
- Марокканський султанат — Абдаллах (1729—1734)
- Вадайський султанат — Харут аль-Зархір (1707—1747)
- Волоф (держава) — Аль-Бурі Діахер (1721—1740)
- Дагомея — Агаджа (1718—1740)
- Дамагарам (султанат) — Маллам Юнус дан Ібрагім (1731—1746)
- Дарфурський султанат — Умар Лайл (1730—1739)
- Імператор Ефіопії — Іясу II (1730—1755)
- Єгипетський еялет — Абдулла-паша Кепрюлю (1729—1731); Сілахдар Дамат Мехмед-паша (1731—1733)
- Королівство Імерина — Андріанананімерина (1730—1732)
- Каарта — Бенефалі (1710—1745)
- Кайор — Меїсса Теінде Ведж (1719—1748)
- Калабарі (держава) — Нгбеса (1726—1733)
- Касандже — Касандже ка Кілуаньє (1730-ті)
- Конг (держава) — Секу Уатара (1710—1745)
- Койя (королівство) — ? до 1775
- Королівство Конго — Мануель II (1718—1743)
- Луба (імперія) — Мвене Кекен (1725—1750)
- Матамба — Афонсу (1721—1741)
- Мономотапа — мвене-мутапа Саматамбіре Ньямханду (1712—1735)
- Нафана — Кома Діарасуба (1720—1760)
- Нрі — Езе Нрі Евенетем (1723—1794)
- Королівство Орунгу — Ндебулія Мбуру (1730 — ? 1740)
- Салум — Амасіга Сек Ндіає (1730—1732)
- Сеннарський султанат — Баді IV (1724—1762)
- Трарза (емірат) — Амар II (1727—1757)
- Туніс (бейлік) — Аль-Хусейн I (1705—1735)
- Імамат Фута-Джаллон — Карамоко Альфа (1725—1751)
- Імперія Фута Торо — Самба Геладжегі (1724—1743)
- Голландська Капська колонія — Ян де ла Фонтен (1729—1737)
- Португальська Західна Африка — Пауло Каетано де Альбукерке (1726—1732)

## Південна Америка
- Віцекоролівство Перу — Хосе де Армендаріс (1724—1736)
- Генерал-капітанство Чилі — Габріель Кано-і-Апонте (1717—1733)

## Північна Америка
- Іспанська Флорида — Антоніо де Бенавідес (1718—1734)